# Dieter Moebius
Pour les articles homonymes, voir Moebius.
Dieter Moebius, né le 16 janvier 1944 à Saint-Gall en Suisse et mort le 20 juillet 2015 à l'âge de 71 ans, est un compositeur germano-suisse de musique électronique, particulièrement de musique expérimentale et ambient. Il a fait partie des pionniers allemands du « krautrock ».

## Biographie
La mère de Dieter Moebius jouait du piano.
Moebius fait ses études à l'Académie royale des beaux-arts de Bruxelles et à l'Akademie für Grafik, Druck und Werbung à Berlin. Il rencontre Hans-Joachim Roedelius et Conrad Schnitzler (cofondateur de Tangerine Dream) au Zodiak Free Arts Lab, et ils fondent ensemble Kluster en 1969. Le groupe enregistre ses deux premiers albums en une soirée, leur stratégie créative consistant à ne pas en avoir une. Après le départ de Schnitzler en 1971, le groupe prend le nom de Cluster. En 1973, Moebius, Roedelius et Michael Rother (ancien de Kraftwerk et cofondateur de NEU!) fondent Harmonia, et le groupe collabore avec Brian Eno.
Dieter Moebius a fait partie de nombreux autres groupes/projets avec d'autres musiciens, comme Conny Plank et Mani Neumeier (Guru Guru).
En 2007, il effectue une tournée avec Michael Rother, sous le nom « Rother & Moebius ». Le 27 novembre 2007, un concert exceptionnel réunit les membres d'Harmonia à la Haus der Kulturen der Welt de Berlin, pour la première fois depuis 1976.
En 2014, il sort son dernier album, en solo, Nidemonex.
En 2021, Tim Story, Hans-Joachim Roedelius, Michael Rother, Sarah Davachi, et d'autres se réunissent pour créer un album, Moebius Strips, en hommage à Dieter Moebius,.
Il décède le 20 juillet 2015 de cause inconnue.

## Discographie
En tant que Kluster / Cluster
- voir Cluster (groupe)

En tant que Harmonia, avec Michael Rother et Hans-Joachim Roedelius
- 1973 : Musik Von Harmonia
- 1975 : Deluxe
- 1997 : Tracks and Traces (enregistrement de 1976 avec Brian Eno)
- 2007 : Live 1974

En tant que Cosmic Couriers, avec Mani Neumeier et Jürgen Engler
- 1996 : Other Places

Avec Brian Eno et Hans-Joachim Roedelius
- 1977 : Cluster & Eno
- 1978 : After the Heat

Avec Liliental
- 1978 : Liliental

Albums Solo et collaborations
- 1980 : Rastakraut Pasta (avec Conny Plank)
- 1981 : Material (avec Conny Plank)
- 1982 : Strange Music (avec Gerd Beerbohm)
- 1983 : Tonspuren
- 1983 : Double Cut (avec Gerd Beerbohm)
- 1983 : Zero Set (avec Conny Plank et Mani Neumeier)
- 1986 : Blue Moon (Original Soundtrack)
- 1990 : Ersatz (avec Karl Renziehausen)
- 1992 : Ersatz II (avec Karl Renziehausen)
- 1995 : En Route (avec Conny Plank)
- 1998 : Ludwig's Law (avec Conny Plank et Mayo Thompson)
- 1999 : Blotch
- 2006 : Nurton
- 2009 : Kram
- 2011 : Ding
- 2012 : Moebius & Tietchens (avec Asmus Tietchens)
- 2014 : Nidemonex